# Ulica Józefa Jainty w Bytomiu
Ulica Józefa Jainty w Bytomiu – ulica w Śródmieściu Bytomia o średniowiecznym rodowodzie, biegnie na długości około 200 m od północno-zachodniego narożnika Rynku w Bytomiu do przecięcia z ulicą Józefa Kwietniewskiego. 

## Przebieg i ruch uliczny
Ulica rozpoczyna się od bytomskiego Rynku, leży równolegle do jego północno-wschodniej pierzei, biegnie w prostej linii w kierunku północno-zachodnim i kończy się dochodząc do ulicy Józefa Kwietniewskiego (droga krajowa nr 94); ma około 200 m długości, jej szerokość waha się od około 8 do około 13 m; jest jedną z 9 ulic, które wybiegają prostopadle z Rynku. 
Jest to ulica jednokierunkowa – od strony Rynku wjazd do ulicy jest ograniczony niskimi nieruchomymi słupkami, blokującymi ruch samochodowy; wjazd jest możliwy od strony ulicy Stanisława Webera, na odcinku od skrzyżowania z tąż ulicą do Rynku obowiązuje (z wyjątkami) zakaz ruchu; obowiązuje na niej ograniczenie prędkości do 30 km/h. 

## Historia
Ulica pojawia się na najstarszych planach Bytomia, stanowi część średniowiecznego układu urbanistycznego Bytomia, lokowanego na prawie niemieckim; znajdowała się w obrębie murów miejskich; istniała co najmniej od połowy XVIII wieku, była nazywana Tarnowitzer Straße (pol. Ulica Tarnogórska, taką nazwą określano ulicę od Rynku do przecięcia z linią kolejową, w przybliżeniu w miejscu dzisiejszego skrzyżowania ulicy Wrocławskiej z ulicą Powstańców Warszawskich (niem. Tarnowitzer Chaussee), w więc także fragment obecnej ulicy Wrocławskiej), zamykała ją brama Tarnogórska, a droga za bramą stanowiąca jej przedłużenie wiodła wbrew nazwie do Pyskowic. Obecna nazwa upamiętnia powstańca śląskiego Józefa Jaintę.
Historycznie przy ulicy znajdował się kościół Wniebowzięcia Najświętszej Maryi Panny w Bytomiu, co zmieniło się wraz z dwukrotnym powiększeniem powierzchni płyty Rynku po II wojnie światowej.
Ulicą poprowadzono w XIX wieku torowisko tramwajowe, które zlikwidowano około 1971 roku (zob. tramwaje w Bytomiu).
W 1979 roku wyburzono kwartał zabudowy ulicy Józefa Jainty (południowa pierzeja), Dzieci Lwowskich i placu Kościuszki. Teren miał zostać wykorzystany pod budowę domu handlowego i budynku usługowego, do czego nie doszło z powodów finansowych. Dopiero na początku XXI wieku przestrzeń ta została wykorzystana do budowy galerii handlowej Agora Bytom. Wybrane budynki zostały poddane rewitalizacji.

## Architektura
Obiekty podano według współczesnej numeracji, kolejność od Rynku na zachód.

### Pierzeja północna
- nr 8 – kamienica z okresu międzywojennego[17], modernistyczno-funkcjonalistyczna[17]
- nr 10 – kamienica z początku XX wieku[17], łącząca styl historyzmu, secesji i modernizmu[17]
- nr 12 – zabytkowa kamienica neorenesansowa z 2. połowy XIX wieku[18]
- nr 14 – zabytkowa kamienica neorenesansowa ze sklepem na parterze z lat 80. XIX wieku[18]
- nr 16 – zabytkowa kamienica neorenesansowa z przełomu XIX i XX wieku[18]
- dom staromiejski przy ul. Stanisława Webera 2 z XVIII wieku
- nr 18 – zabytkowa kamienica czynszowa z 1902 roku[19], eklektyczno-secesyjna, projekt K. Segnitza[18]
- nr 20 – zabytkowa kamienica secesyjna z 1902 roku[19], projekt M. Hohmanna i F. E. Neumanna[18]
- nr 22 – trójkondygnacyjna[20] zabytkowa kamienica neorenesansowa z około 1890 roku[21] (parter przebudowany w 1936 roku[21]), po remoncie[15], który przeprowadzono w latach 2007–2008[22]
- ul. Browarniana 1
- nr 24 – zabytkowa kamienica z 1911 roku[19] w stylu art déco[23]
- nr 26 – kamienica modernistyczna z początku XX wieku[24]
- nr 28 – kamienica „dom Kallera” z około 1880 roku[19], w stylu historyzmu / neorenesansu[24], budynek w złym stanie technicznym (zauważalne spękania ścian zewnętrznych)[25]

### Pierzeja południowa
- nr 9 – budynek mieszkalny
- nr 11 – budynek mieszkalny
- nr 13 – budynek mieszkalny
- nr 15 – kamienica z 1906 roku[24] w stylu eklektyczno-secesyjnym[24]
- nr 17 – kamienica z 1866 roku[24], w stylu historyzmu / neorenesansu[24]
- nr 19 – kamienica wzniesiona w latach 1886–1887[24], eklektyczna[24]
- ul. Dzieci Lwowskich 1 (zabytkowa kamienica została wyburzona, obecnie pusta działka)
- Plac Tadeusza Kościuszki 1 – Agora Bytom